# ¡Terroristas!
¡Terroristas! es una historieta del autor de cómics español Francisco Ibáñez, publicada en 1987, perteneciente a su serie Mortadelo y Filemón.  

## Trayectoria editorial
La historieta comenzó a publicarse en la revista Yo y Yo de Grijalbo para más tarde pasar a editarse en las revistas de Ediciones B, cuando ambas editoriales se fusionaron e Ibáñez llegó a un acuerdo con el Grupo Zeta. Se encuentra en el número 92 de la actual Colección Olé.

## Sinopsis
El terrorista Mat-arrat-as ha sido pillado intentando poner una bomba en la embajada de Estados Unidos y ha sido encarcelado. Terroristas árabes han iniciado una ofensiva por todo el mundo, colocando bombas, para vengar a su compañero. La secretaria Irma se ocupará de la sección de terrorismo y encargará misiones a Mortadelo y Filemón para detener a los terroristas. 

## Comentarios
En este tebeo el autor introduce por primera vez a Irma, secretaria del Súper, la cual gracias a su belleza atraerá a Mortadelo, en contraste con la grosería con que trata a Ofelia.